# Klarissenkloster Alençon
Das Klarissenkloster Alençon war von 1498 bis 2021 ein Kloster der Klarissen in Alençon im Bistum Sées.

## Geschichte
Margarete von Lothringen gründete 1498 in Alençon das Klarissenkloster als erstes örtliches Frauenkloster überhaupt. 1501 zogen 13 Nonnen ein. In den Hugenottenkriegen musste die Gemeinschaft zeitweise nach Argentan fliehen. Nach der Auflösung durch die Französische Revolution überlebten einige Schwestern im Untergrund und konnten 1819 in Alençon ein neues Klostergebäude beziehen (7 Rue de la Demi-Lune). Dort betrug 1875 ihre Zahl 75. 1958 waren sie noch zu 30. Wegen des Rückgangs der Berufungen wurde das Kloster 2021 geschlossen und die verbleibenden Schwestern auf andere Klöster aufgeteilt.
Léonie Martin war 1886 für sieben Wochen Mitglied der Klostergemeinschaft.

### Handbuchliteratur
- Gallia Christiana, Bd. 11, Spalte 761 (kurze Äbtissinnenliste, 16. Jahrhundert).
- Laurent Henri Cottineau: Répertoire topo-bibliographique des abbayes et prieurés. Bd. 1. Protat, Mâcon 1939–1970. Nachdruck: Brepols, Turnhout 1995. Spalte 53.